# Łodzie rybackie na plaży w Saintes-Maries-de-la-Mer
Łodzie rybackie na plaży w Saintes-Maries-de-la-Mer (hol. Vissersboten bij Les Saintes-Maries-de-la-Mer, ang: Fishing Boats on the Beach at Les Saintes-Maries-de-la-Mer lub Fishing Boats on the Beach at Saintes-Maries) – obraz Vincenta van Gogha namalowany pod koniec czerwca 1888 podczas pobytu artysty w miejscowości Saintes-Maries-de-la-Mer. Istnieje też wersja akwarelowa, namalowana na początku czerwca 1888.
Nr kat.: F 413, JH 1460; F 1429, JH 1459.

## Historia
W maju 1888 Vincent van Gogh zaplanował podróż do miejscowości Saintes-Maries-de-la-Mer, położonej nad Morzem Śródziemnym, 50 km na południe od Arles. Była to wówczas biedna, rybacka wioska, położona na wybrzeżu, pozbawionym urwistych klifów, składającym się za to z płaskich, piaszczystych plaż, podobnie jak wybrzeża morskie w Holandii. Motywacją do udania się właśnie tam była dla artysty coroczna pielgrzymka Romów na festyn ku czci św. Sary (24 maja).

## Opis

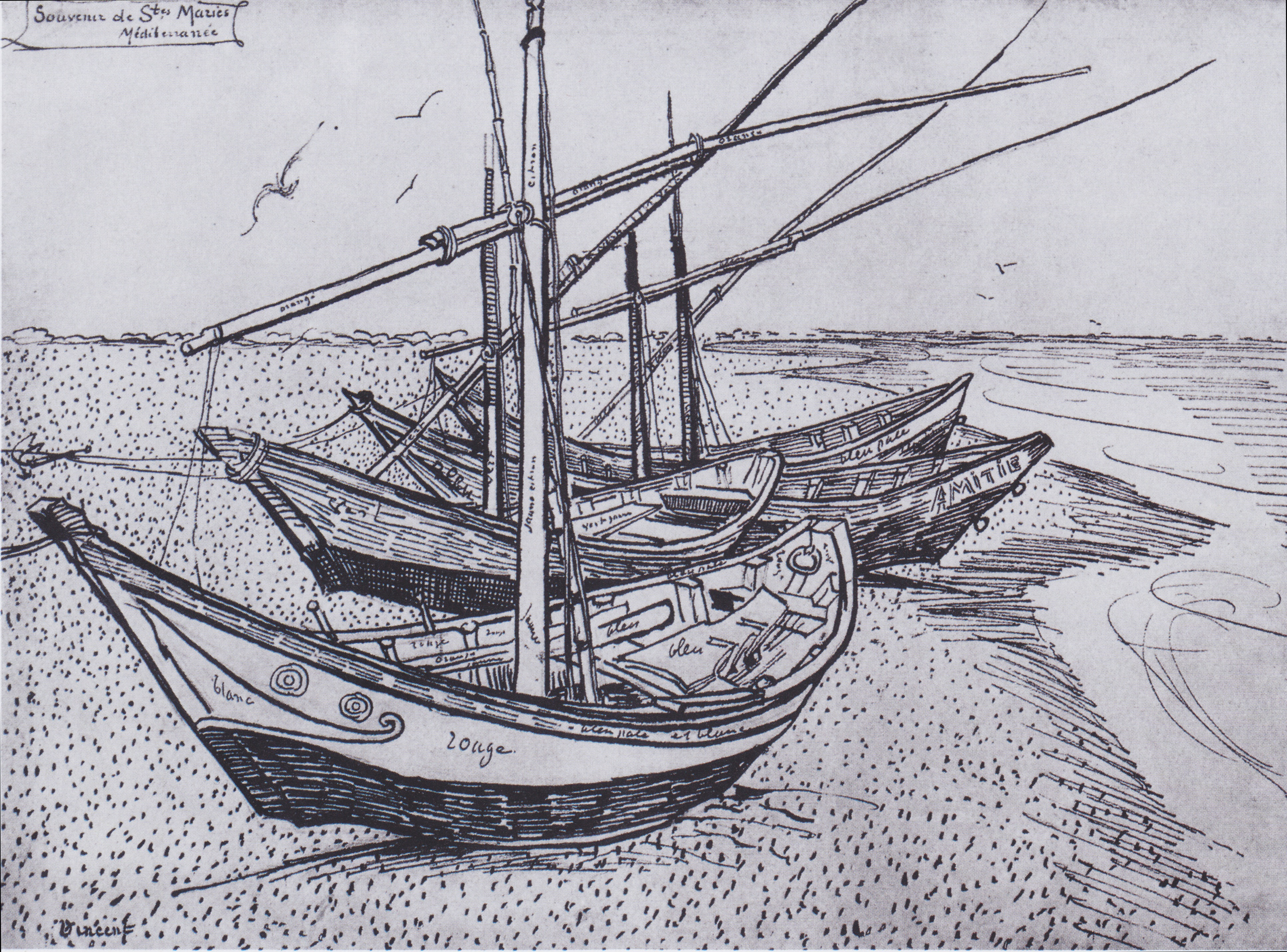
Rysunek przedstawiający łodzie rybackie na plaży w Saintes-Maries, nr kat.: F 1428, JH 1458, 39,5 × 53,5 cm, kolekcja prywatna

Obraz powstał rano, zanim łódki wypłynęły w morze. Scenerią malowidła jest plaża, niejako w jej cieniu znajduje się morze. Jego niebieski kolor niewiele różni się od koloru nieba. Przyroda tworzy tu kulisy dla dokładnie od strony graficznej przedstawionych przedmiotów.
Artysta dociekliwie oddał cechy namalowanych łódek: falujące kształty ich kadłubów i kanciaste linie masztów. Nieomal z uczuciem przedstawione przedmioty: łódki, ławki, buty, tworzą robiący wrażenie widok.
Spędziłem tydzień w Saint-Maries... Na tej płytkiej, piaszczystej plaży są małe zielone, czerwone i niebieskie łódki o tak pięknych barwach i kształtach, że człowiekowi przychodzą na myśl kwiaty. Na jednej takiej ktoś żegluje. One prawie nigdy nie wypływają, gdy morze jest wzburzone. Robią to, kiedy jest bezwietrznie, a jak tylko zaczyna wiać, powracają na plażę.